# Frontiera Nord
Die Frontiera Nord (Nordgrenze) war ein italienisches Verteidigungsbollwerk in Richtung Schweiz, das komplett eigentlich Sistema difensivo italiano alla Frontiera Nord verso la Svizzera, also Italienisches Verteidigungssystem an der Nordgrenze zur Schweiz, heißt und fälschlicherweise unter dem Namen Cadorna-Linie bekannt wurde. Der offizielle Sprachgebrauch, auch z. B. bei der Ausschilderung von Wanderwegen oder Seiten der italienischen Armee, ist „Frontiera Nord“.

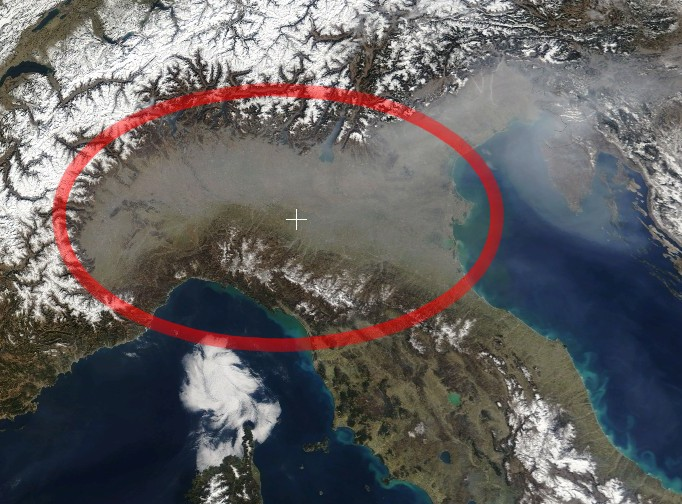
Po-Ebene

Das schlussendlich realisierte System wurde zwischen 1899 und 1918 unter dem Aspekt projektiert und gebaut, dass das Deutsche Reich, Frankreich und/oder Österreich-Ungarn die Schweizer Neutralität verletzten könnten oder gar die Schweizer Eidgenossen selbst in die wirtschaftlich bedeutende Po-Ebene vorstoßen würden.

## Geschichte
Direkt nach der Gründung des Königreichs Italien kam durch den Generalstab die Idee auf, dass die italienischen Grenzen, speziell die Grenze zwischen Italien und der Schweiz, mit einer Serie von mit Geschützen ausgestatteten Festungen verstärkt werden müssten, um sich gegen eine feindliche Invasion zu schützen.
Erhöhtes Augenmerk wurde auf die Linie Ossolatal – Lago Maggiore – Luganersee – Comer See gelegt, da auf diese Weise die wichtigsten Alpenpässe San Bernardino, Simplon, Gotthard, Splügen, Maloja, Bernina, das Stilfser Joch und der Tonalepass kontrolliert werden könnten.
Wegen der zu erwartenden hohen Kosten verblieb das Projekt aber lediglich auf dem Papier.
Im Jahr 1871 wurde das Projekt zur Staatsverteidigung wieder aufgenommen, nur um 1882 wieder verworfen zu werden, weil der damalige Generalstab zu dem Schluss kam, dass ein deutscher oder österreichischer Angriff nach der Schließung des Dreibundes mit Österreich-Ungarn und dem Deutschen Reich unrealistisch sei.
Die Projektierung wurde zwar weiter verfolgt, aber eine Realisierung wurde zurückgestellt.
1911 formulierte das italienische Amt für Verteidigung die Idee in der zunehmenden europäischen Krise neu. Das oben erwähnte Ossolatal sowie die Bergamasker Alpen um den Pizzo di Coca wurden einbezogen. Der Generalstab übertrug nach einigen weiteren Studien im April 1911 die Organisation der Ausführung an eine Dienststelle der Genietruppe in Mailand.
Die Arbeiten gingen bis zum Ausbruch des Ersten Weltkriegs nur stockend voran. Aber einige Sperren, Artilleriestellungen und Zugangswege wurden angelegt. Am 23. Mai 1915 gab Italien seine Neutralität auf und trat in den Krieg ein.

## Cadorna
General Luigi Cadorna war lediglich von 1914 bis 1917 Chef des Generalstabes. Die Planungen und Entscheidungen wurden weit vor seiner Amtszeit getroffen, mit dem Bau war schon begonnen worden. Cadorna hatte auch keine Entscheidungsgewalt, diese oblag dem Parlament, das mehr aus politischen denn militärischen Beweggründen der Finanzierung zustimmte.

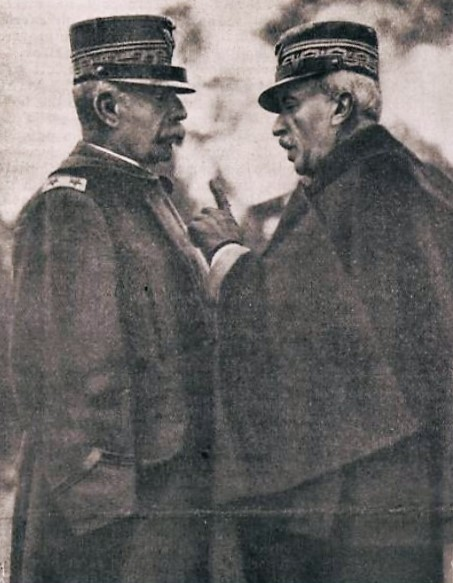
General Porro (links) und General Cadorna um 1916

Auf einen Vorschlag von General Carlo Porro, zu dem Zeitpunkt bereits Vizechef des Generalstabs, an seinen Chef Luigi Cadorna, dass jetzt die reale Gefahr einer deutschen Invasion vorlag, entschied Letzterer, auf die Pläne von 1882 zurückzugreifen und oben beschriebene Linie weiter ausbauen zu wollen.
Die erweiterten Pläne umfassten zahlreiche Straßen, Saumpfade, Wege, Schützengräben, Verbindungstunnel, Artilleriestellungen, Beobachtungsposten, Feldlazarette, Kommandozentralen und logistische Einrichtungen, die alle in Höhenlagen auf bis über 2000 Metern errichtet werden sollten.
Eine Schätzung der vorzunehmenden Arbeiten nennt: 72 km Gräben, 88 Artilleriestellungen (11 in Höhlen, heute kavernierte Artilleriestellung), 25.000 Quadratmeter Kasernen, 296 Kilometer Straßen und 398 Kilometer Saum- und Maultierpfade und eine Besatzung von 40.000 Mann.
Die gesamte Anlage wurde nie genutzt. Zu Beginn des Krieges waren die Festungsanlagen noch besetzt, doch schon bald, insbesondere nach der Niederlage in der Zwölften Isonzoschlacht mit mehr als 300.000 gefangenen italienischen Soldaten, wurde die Besetzung der Linie aufgegeben. Hier wurde im Ersten Weltkrieg nie ein Schuss abgegeben.
Luigi Cadorna wurde als Generalstabschef abgelöst. Er wird heute oft als Kriegsverbrecher beurteilt.

## Bau der Linie
Ab 1911, fast 50 Jahre nach der ersten Planung, wurden die ersten Befestigungen auf dem Montorfano gebaut, um die Zugänge zum Ossolatal zu kontrollieren und einen Zugang zum Lago Maggiore zu verhindern.

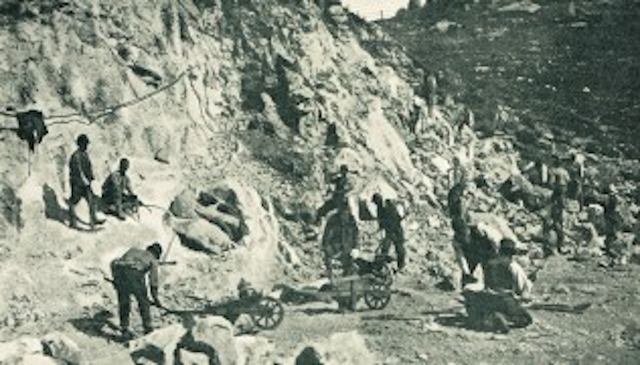
Arbeiten bei San Martino um 1915/16

Artilleriestellungen auf Bergen entstanden:
- Piombello, zwischen Lago Maggiore und Luganer See
- Scerrè, auf dem Gelände von Cunardo und Valganna
- Martica, bei Brinzio, Induno Olona und Valganna
- Campo dei Fiori, Berg am nördlichen Rand von Varese
- Pizzo di Gino am Comer See
- Sighignola am Luganer See

Den Schweizern entgingen die Arbeiten nicht und sie antworteten mit Gegenmaßnahmen im Kanton Tessin.
Nachdem Porro 1915 den Hinweis auf die veränderte politische Situation und der realen Möglichkeit einer deutschen Invasion an Cadorna übermittelt hatte, die zunächst eine Schwächung der Wirtschaft durch den Ausfall der Industriezonen um Mailand und Turin bedeutet hätte, legte Cadorna die erweiterten Pläne im September 1915 der italienischen Regierung vor. Diese entschied für den weiteren Ausbau.
Die Arbeiten wurde mittels Ausschreibungen vergeben, die meisten an Unternehmen aus der Umgebung von Varese. 30.000 Menschen waren in der Spitze am Bau beteiligt. Der Lohn waren im Durchschnitt 3,5 Lire am Tag, fünf Lire für Menschen, die in den Bergen tätig waren. Es wurde nach Stunden bezahlt.
Es wurde zwischen Frauen und Jugendlichen, Hilfskräften und qualifizierten Arbeitern unterschieden. Eine Führungskraft erhielt 60 Centesimi pro Stunde. Ein Arbeitstag dauerte zwischen sechs und 12 Stunden, es wurde Tag und Nacht und sieben Tage die Woche gebaut. Daneben gab es Unterkunft sowie eine Kranken- und Unfallversicherung.
Die Einstellungsvoraussetzungen waren italienische Staatsangehörigkeit, eine inneritalienische Reisebewilligung (heute etwa Reisepass), die Vorlage eines Gesundheitszeugnisses und ein Alter zwischen 17 und 60 Jahren. Tatsächlich wurden aber auch Menschen unter 17 Jahren eingestellt, weil viele Männer einberufen wurden und Arbeitskräftemangel herrschte.
In dieser wirtschaftlich schlechten Zeit war die Frontiera Nord ein riesiges Konjunkturprogramm mit sozialer Sicherheit. Die Gesamtkosten wurden mit 104.000.000 Lire kalkuliert, was inflationsbereinigt einem Gegenwert von etwa 400 Millionen Euro entspricht.
Trotzdem war das Budget relativ eng, so dass die Rohstoffe (Stein, Sand, Kalk oder auch Holz) in der direkten Umgebung gewonnen wurden.
Pünktlich zur italienischen Kriegserklärung an das Deutsche Reich 28. August 1916 war die gesamte Anlage bereit zur Verteidigung. Italien befand sich zwar seit 1915 im Krieg, aber offiziell nicht mit dem Deutschen Reich. Kleinere Arbeiten wurden noch bis 1918 weiter ausgeführt.

## Konzeption der Verteidigung
Das italienische Verteidigungssystem an der Nordgrenze zur Schweiz wurde in sechs Abschnitte aufgeteilt.

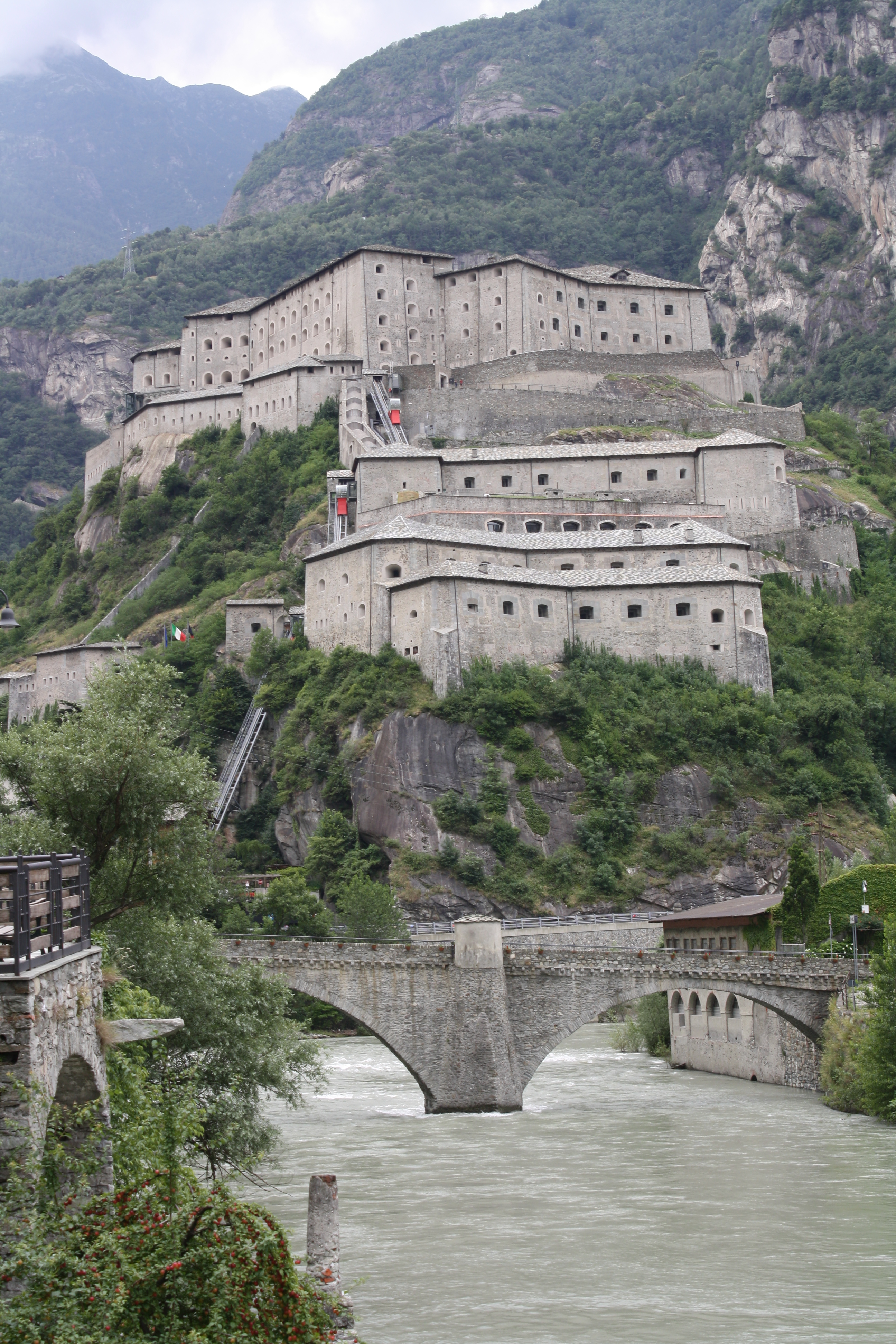
Über dem Fluss Dora Baltea die veraltete Festung von Bard

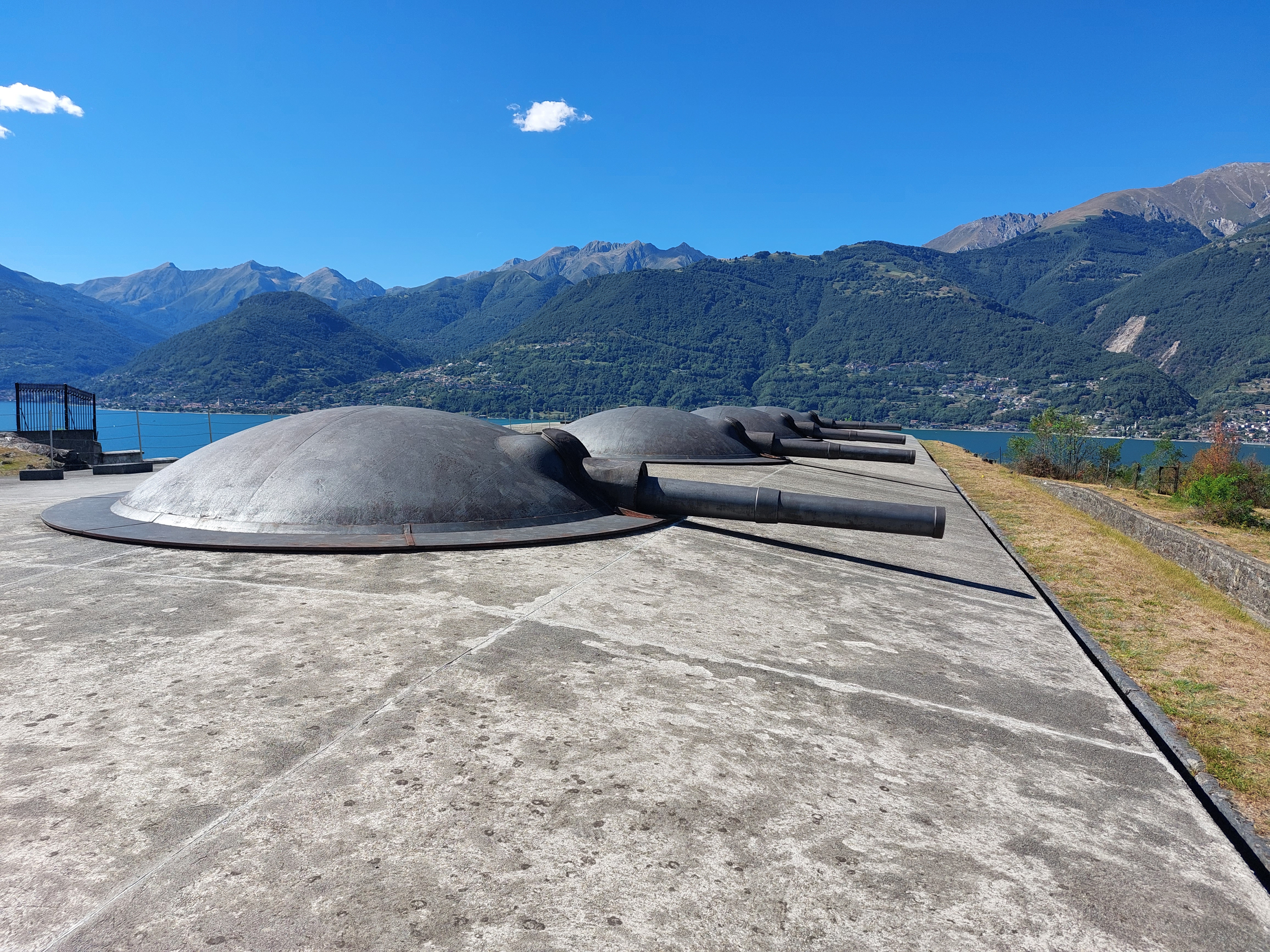
Das moderne Panzerwerk Montecchio Nord

- Aostatal: Die Festung von Bard aus dem 19. Jahrhundert wurde erweitert, um eine Invasion über den großen St. Bernhard zu behindern. Eine militärische Wirkung lässt sich wegen der Unzugänglichkeit aus der Schweiz jedoch bezweifeln. Die auf dem Foto sichtbare Brücke wurde aber als strategisch wichtig angesehen. Eine Befestigung existiert seit dem Mittelalter.

- Toce–Verbano: Dieser Abschnitt zog sich vom Simplon-Pass bis zum Lago Maggiore. In der Gemeinde Ornavasso wurde der Schutzwall beim Marmorbruch verstärkt und mit Artillerie bestückt. Die Simplon-Bahn wurde dem möglichen Feind überlassen, sie hätte von Ornavasso aus mit Sperrfeuer belegt werden können. Die Anlagen lassen sich heute besichtigen.

- Verbano–Ceresio: Von Luino am Lago Maggiore (im Italienischen auch Verbano genannt) bis zum Luganersee zogen sich zwei Linien aus Gräben, Wegen und mit Mörsern bestückten Stellungen. Zunächst nur um Varese angelegt wurde später von Luino bis Ponte Tresa erweitert. Die Anlagen sind heute zum Teil zugänglich, aber meist der Natur überlassen.

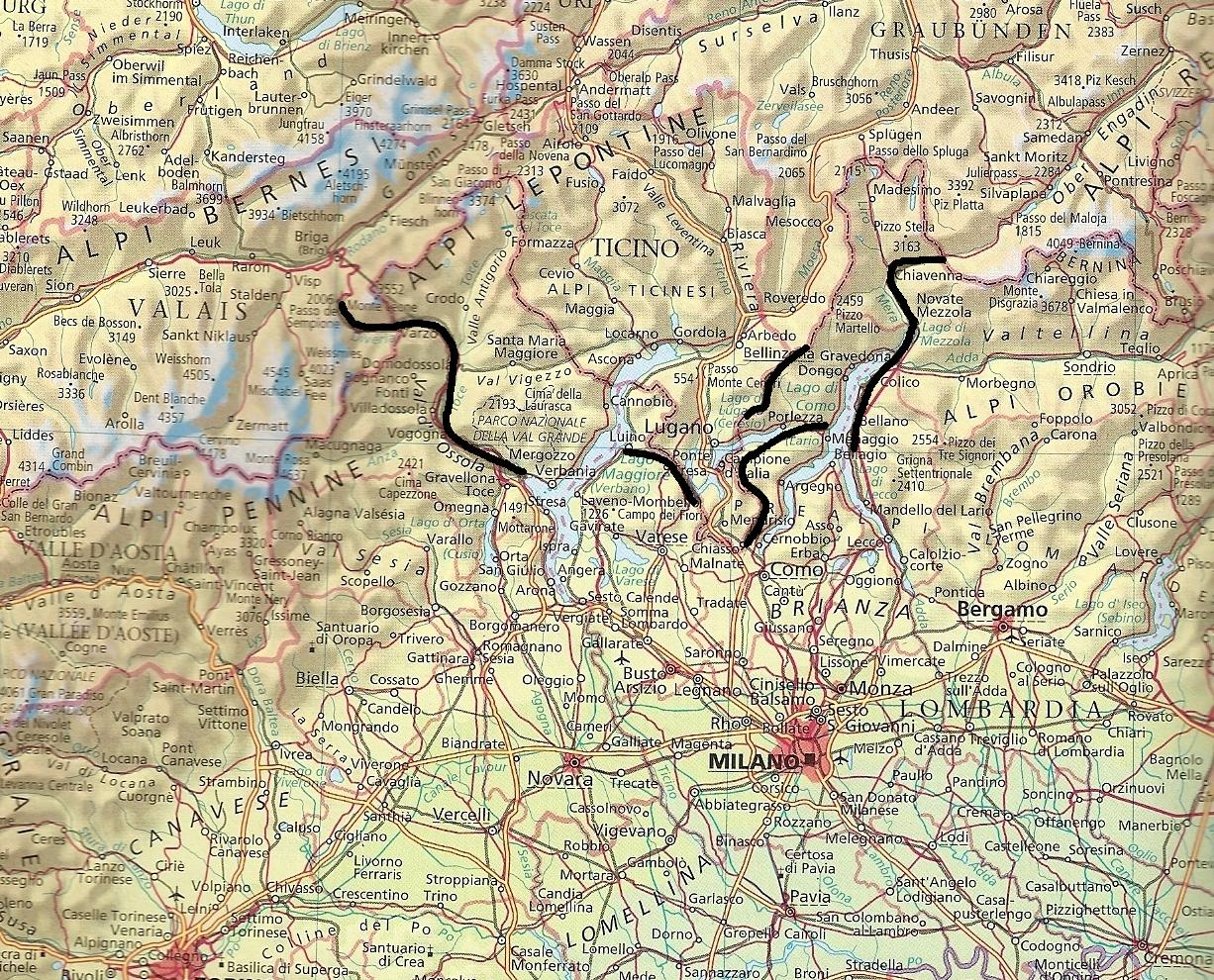
Die fünf Verteidigungslinien

- Ceresio–Lario: Zur schnellen Truppenverlegung über Straßen mit Ponte Tresa verbunden über ging dieser Abschnitt über Viggiù bis Menaggio am Comer See. Diesem Teil wurde besondere strategische Aufmerksamkeit gewidmet, weil eine Invasion am ehesten von dort befürchtet wurde. Der Brückendamm von Melide sollte durch Beschuss zerstört werden. Dadurch wäre eine Besetzung des Schweizer Monte Generoso vereinfacht und die Unterstützung der Verteidigung des Sighignola möglich.

- Mera–Adda: Dieser Sektor ging vom italienisch-schweizerischen Fluss Mera bis zum italienischen Adda. Da die Festung von Colico als auf Seehöhe angelegt für unzureichend erachtet wurde (bei einer Invasion war ein Beschuss aus Höhenlagen möglich), wurden Stellungen auf dem Monte Legnoncino zur Verteidigung errichtet. Der Berg ist Teil der Monte Legnone Gruppe in den Bergamasker Alpen

- Passo San Lucio – San-Jorio-Pass: Dieser Teil war einer eventuellen Gegenoffensive vorbehalten und lediglich mit Infanterieeinheiten besetzt. Schon im Mittelalter zogen Fußeinheiten über den San Jorio. Dieser Abschnitt ist nicht auf der Karte eingezeichnet

## Besatzung
Vor dem Beginn des Ersten Weltkrieges waren nur die bereits errichteten permanenten Sperrwerke, wie das veraltete Forte Bard oder das neu erbaute Panzerwerk Forte Montecchio Nord mit ihren Werksbesatzungen ständig besetzt. Etwa sechs Monate nach dem italienischen Kriegseintritt waren entlang der Frontiera Nord Ende 1915 einige Batterien, zum Teil in offenen Feldstellungen, zum Teil in Kavernen in Stellung gebracht worden. Im Februar 1916 wurde nach einem etwas energischeren vorangetriebenen Ausbau der Verteidigungslinie, die im Piemont liegenden Abschnitte dem 1. Territorialkorps in Turin unterstellt, während für die in der Lombardei liegenden Bereiche das 2. Territorialkorps in Mailand zuständig war. Besetzt wurde die Linie mit Truppen der Reserve bestehend aus der Territorialmiliz, Finanzwache, Carabinieri, Forstwache etc.
Die Bewaffnung bestand hauptsächlich aus Geschützen verschiedener Baureihen und Kaliber sowie Maschinengewehren.
Im Laufe des Jahres 1916 wurden verschiedene Pläne für die Besetzung und den Ausbau der Frontiera Nord vorgelegt. So sollte laut eines im April vorgestellten Entwurfes die Linie mit etwa 25.000 Mann besetzt werden, die sich zum Großteil auf zwei Korps der Territorialmiliz mit jeweils zwei Divisionen und insgesamt 60 Bataillonen stützten. Im August 1916 legte der designierte Armeegeneral der 5. italienische Armee Ettore Mambretti auf Drängen Cadornas einen neuen Plan vor.
Am 17. Januar 1917 wurde ein neues Kommando „Vorgeschobene Besetzung Nordgrenze - OAFN“ (Occupazione Avanzata Frontiera Nord) aufgestellt. Dieses erarbeitete mögliche defensive und offensive Szenarien, von der vollständigen  Verteidigung der italienisch-schweizerischen Grenze bis hin zu einem Offensivplan gegen die Schweiz. Eine Pressesperre wurde über die Pläne und Besetzung erteilt.
Am 10. März 1917 wurde das OAFN auf Anordnung Cadorna in ein Armeekorps umgewandelt, aber bereits einen Monat später wurden angesichts der bevorstehenden Frühjahrsoffensive am Isonzo die ersten Truppen wieder abgezogen. Als Mambretti im August 1917 das Kommando übernahm, verfügte das Armeekorps über keine Kampfverbände mehr, sondern bestand lediglich aus Reserveeinheiten, wie der Territorialmiliz und Marschkompanien der Alpini. Nach der Niederlage in der Zwölften Isonzoschlacht konzentrierte die italienische Armee ihre Anstrengungen auf die Verteidigung an der neuen Piavefront und die Frontiera Nord verlor mit dem Abzug weiterer Truppen endgültig ihre Bedeutung.

## Das einzige Gefecht
Trotz des gewaltigen finanziellen und personellen Aufwands kam es lediglich zu einer Kampfhandlung an der Frontiera Nord. In den 1930er Jahren wurden die Anlagen unter Mussolini erhalten und waren sogar Teil von Planspielen zu einer Invasion der Schweiz, so dass die meisten Wehranlagen funktionsfähig waren, aber nicht armiert waren.

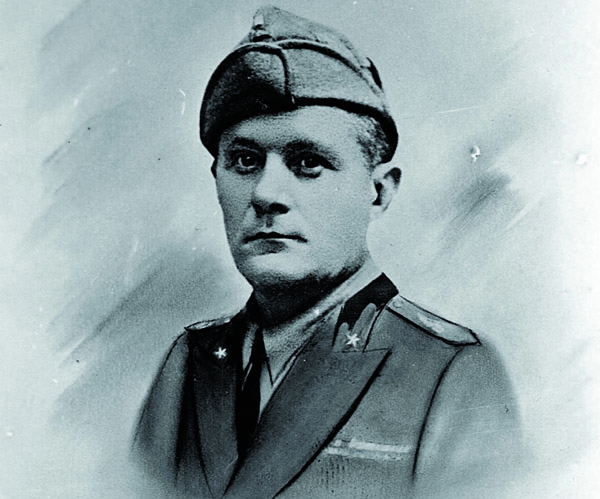
Carlo Croce

Die Schlacht um den Monte San Martino, in der Gemeinde Valcuvia gelegen, wurde der Schauplatz des einzigen Gefechts auf/an der Frontiera Nord. Dieses fand am 15. November 1943 nach Vorgeplänkeln zwischen der Resistenza und nazi-faschistischen Truppen, gebildet aus der SS sowie Soldaten und Carabinieri der RSI, statt.
Der Oberst der Resistenza Carlo Croce konnte 150–180 Mann (unterschiedliche Quellenlage) vereinigen, die sich den Namen „Militärische Gruppe Fünf Tage von San Martino aus Vallalta Varese“ gaben (ital. Militare Cinque Giornate Monte di San Martino di Vallalta-Varese). Er baute mit seinen Männer Verteidigungsanlagen am Monte San Martino aus und sie quartierten sich in diesen ein.
Die Nazis sahen, in Anbetracht der sich annähernden alliierten Truppen, die Gruppe bereits als echte Bedrohung und das Comitato di Liberazione Nazionale (CNL), das politische Gremium der Resistenza, sowie ein Großteil der Bevölkerung unterstützten die Partisanen.
Durch Spionage und Aussagen vorher gefangener gefolterter Partisanen wussten die deutschen Truppen um Bewaffnung und Aufenthaltsort der Männer um Oberst Giustizia (Kampfname von Croce, übersetzt Justiz/Gerechtigkeit). Das CNL schlug Oberst Croce vor, in Verhandlungen mit Emissären zu treten. Croce schlug das aus, weil ihm klar war, dass eine Konfrontation unumgänglich war.
So konnten die Nazis Croce und seine Männer umzingeln. Am 15. November 1943, nach einem massiven Bombardement der Luftwaffe waren die Deutschen in der Lage, die ersten Posten zu überwältigen. Einige junge italienische Partisanen flüchteten im Angesicht des massiven Angriffs. Eine Kompanie der Resistenza verbarrikadierte sich aus Munitionsmangel in der Festungsanlage nahe der Berghütte.
Durch den Sonnenuntergang waren die deutschen Truppen gezwungen die Kampfhandlungen einzustellen. Die übrig gebliebenen Partisanen konnten in der Nacht auf den 16. in die nahe Schweiz flüchten.

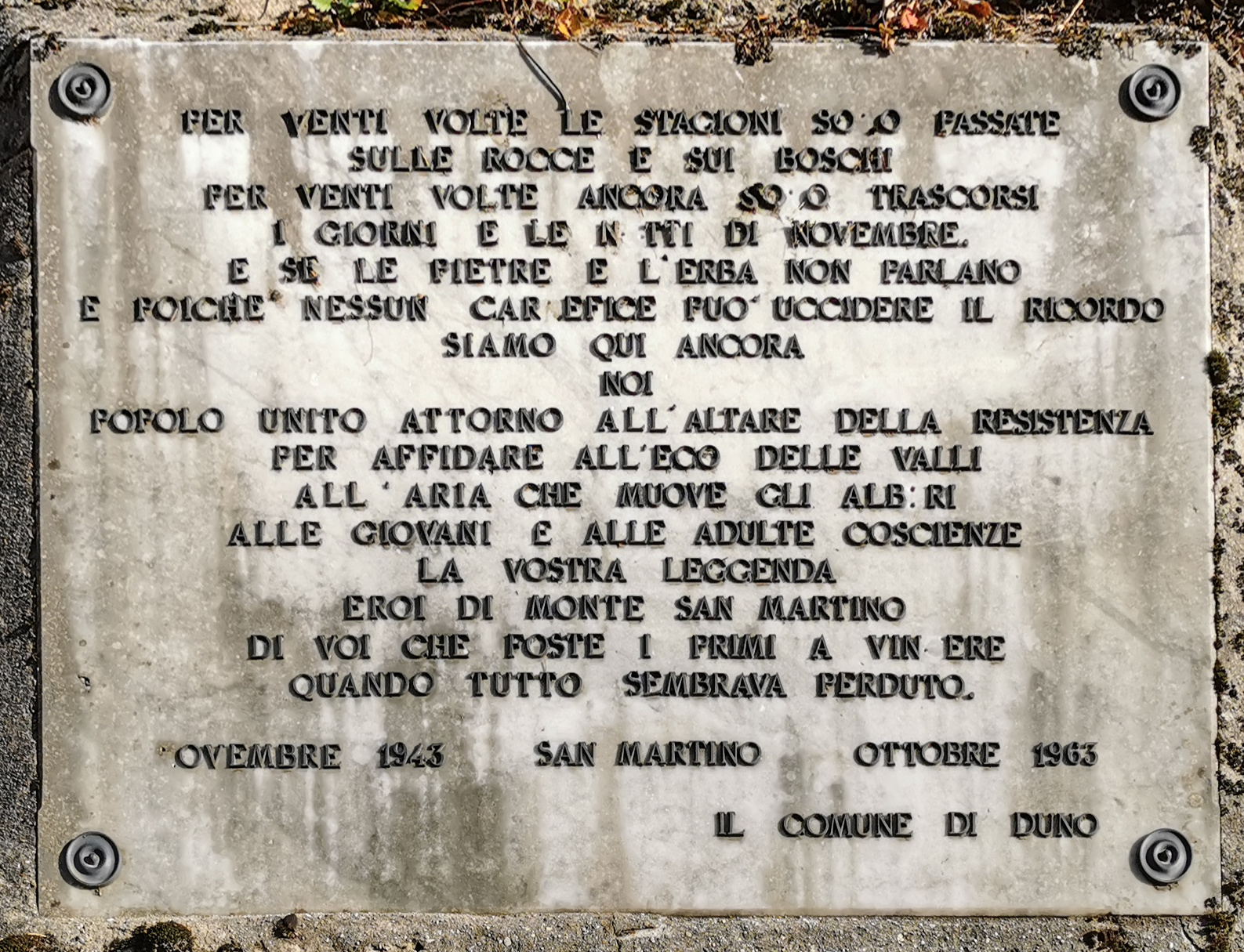
Gedenktafel für die Helden vom Monte San Martino in Duno

Zwar war die Schlacht eine Niederlage, aber bei einem Einsatz von 150 bis 180 Mann zu 2000 eingesetzten Soldaten der Gegenseite kann man von einem taktischen Sieg reden. Ein Stuka wurde mit einem Maschinengewehr abgeschossen. Die Deutschen hatten 240 Tote zu beklagen, bei den Partisanen waren es in der eigentlichen Schlacht zwei. 36 weitere wurde auf ihrer Flucht verhaftet und standrechtlich oder später erschossen.
Die Schlacht wird von vielen Historikern als Beginn des Partisanenkrieges betrachtet, andere wiederum sehen den Beginn in vorherigen Kämpfen um Varese. Die Gedenktafel spricht von der „Legende um die Helden“.

## Situation heute

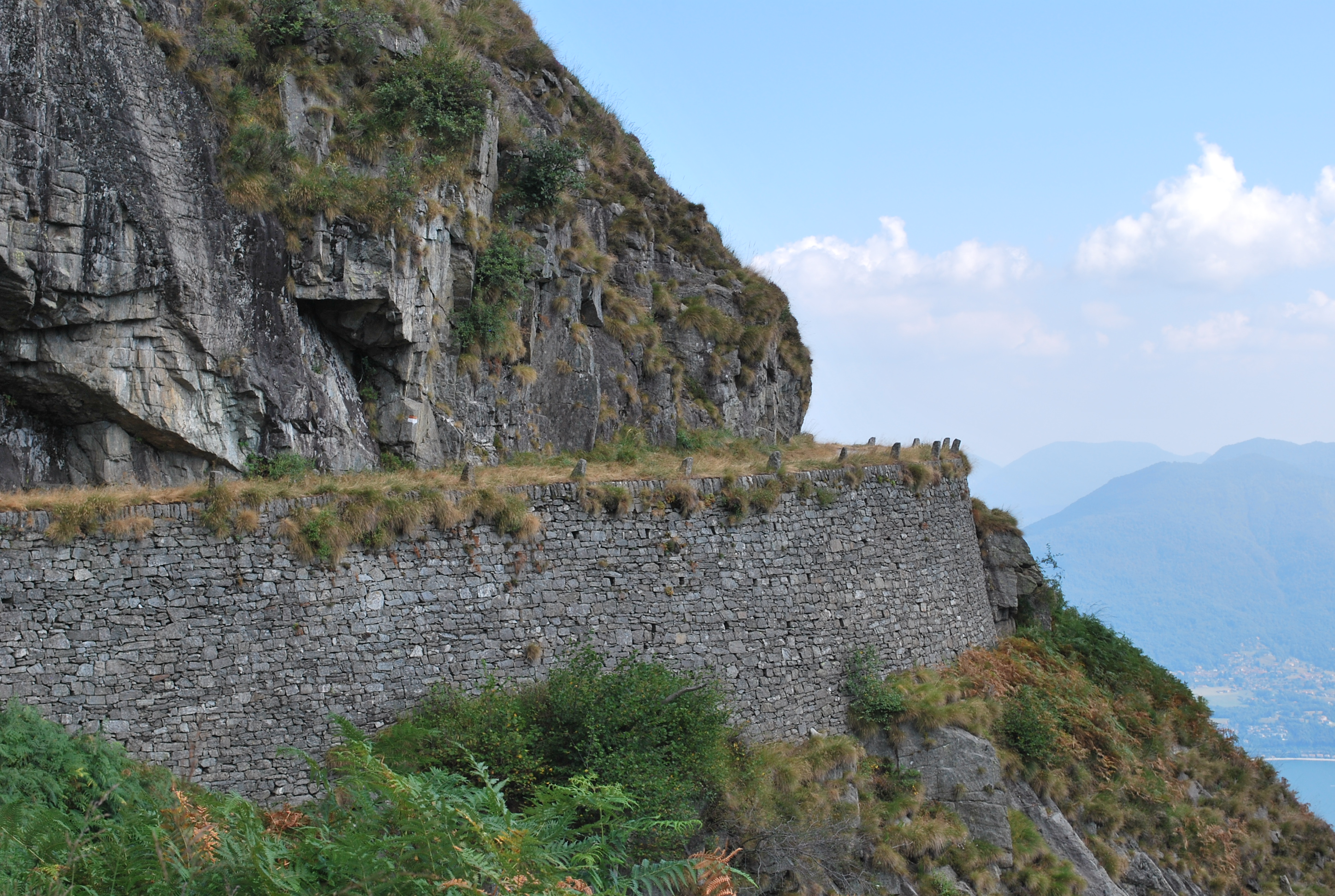
Frontiera Nord auf dem Monte Morissolo

Die Frontiera Nord war lange Zeit vernachlässigt worden. Seit etwa 2003 nehmen die Bestrebungen zu, über die Neuerschließung mit Wanderwegen das Gedenken aufrechtzuerhalten.
Anlagen wurden für die Öffentlichkeit hergerichtet. Dadurch, dass bei Artilleriestellungen eine Weitsicht wichtig war, verfügen viele der Forts und Stellungen über eine hervorragende Aussicht auf das (damals) zu überwachende Gebiet.
Viele lokale Gedenkstätten kann man besuchen oder sich auch Führungen anschließen. Andere Anlagen bleiben weiter der Natur überlassen, speziell die Schützengräben. Gebaute Straßen werden immer noch benutzt.

## Bildergalerie

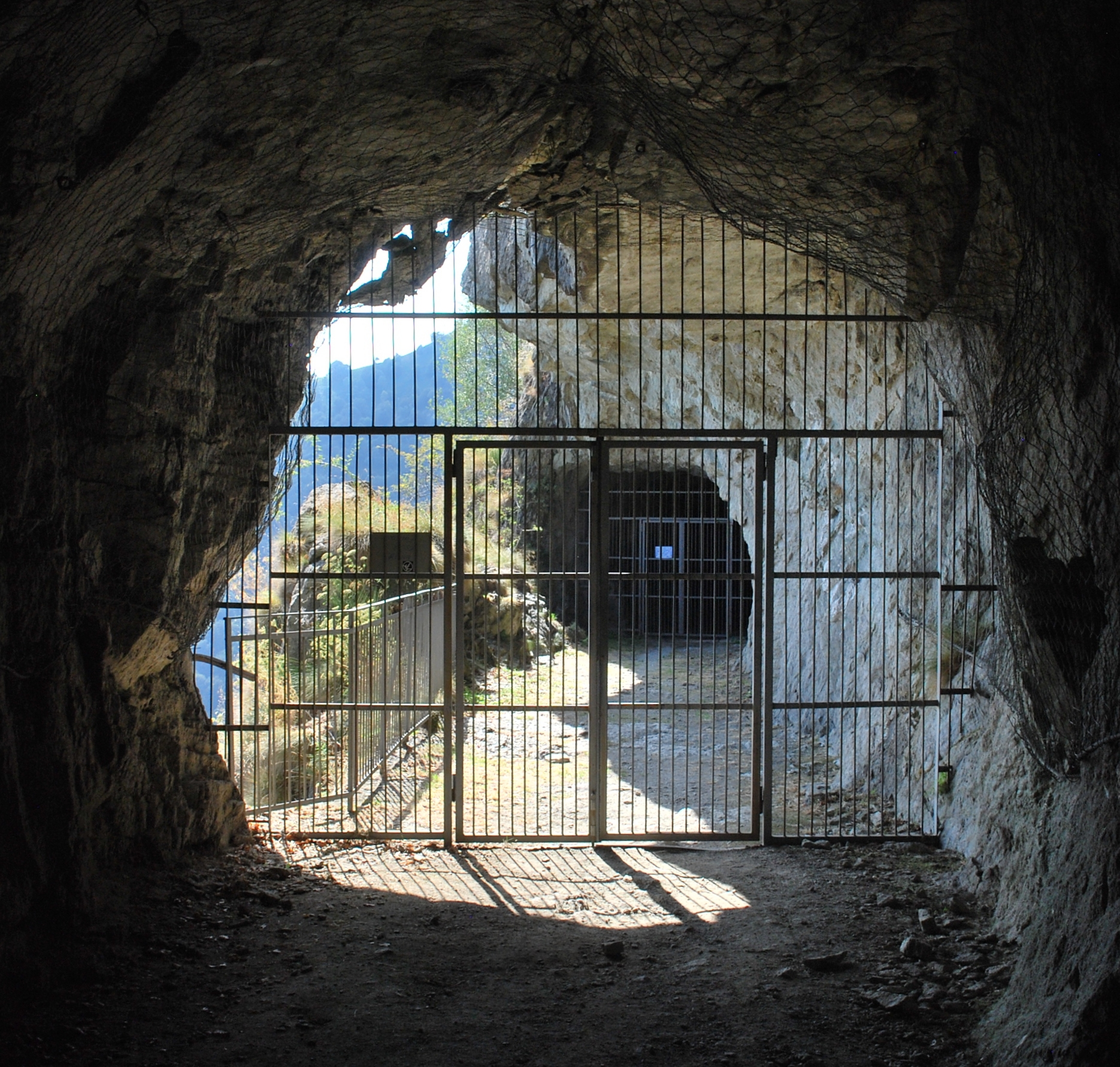
Tunnel am Monte Morissolo
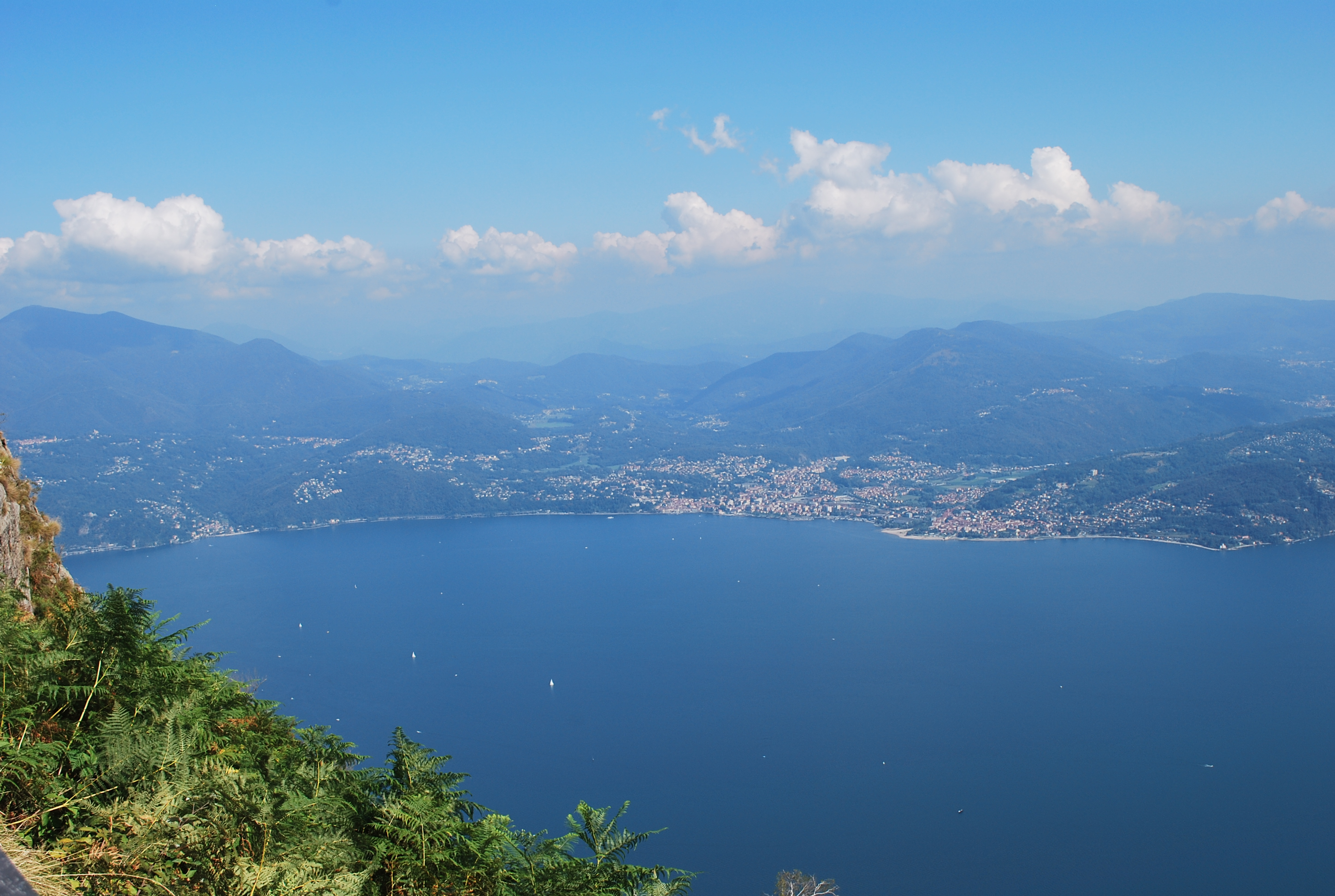
Blick auf Luino vom „Cadorna“-Wanderweg oberhalb von Cannero
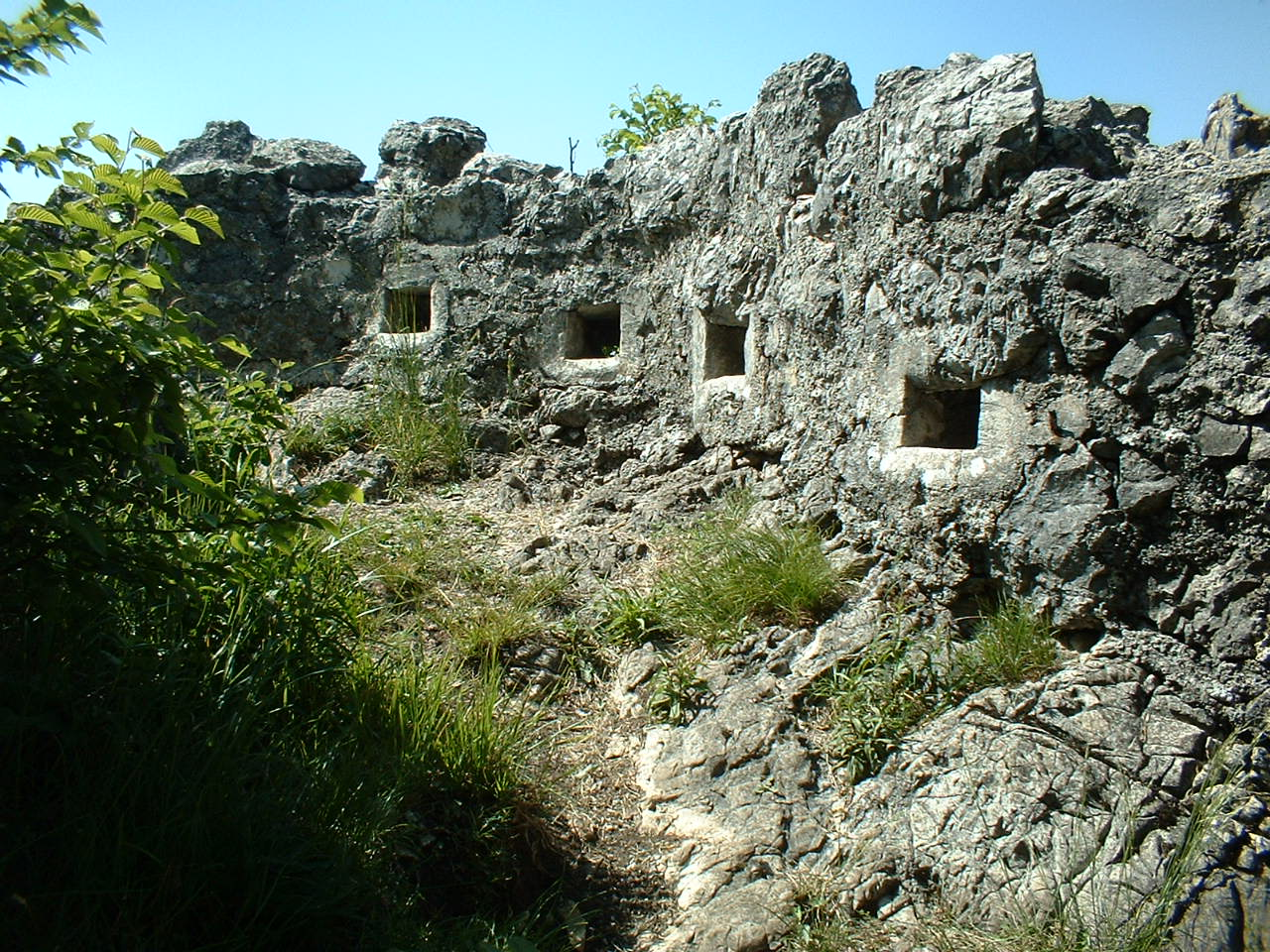
Schießscharten zwischen Monte Orsa und Monte Pravello
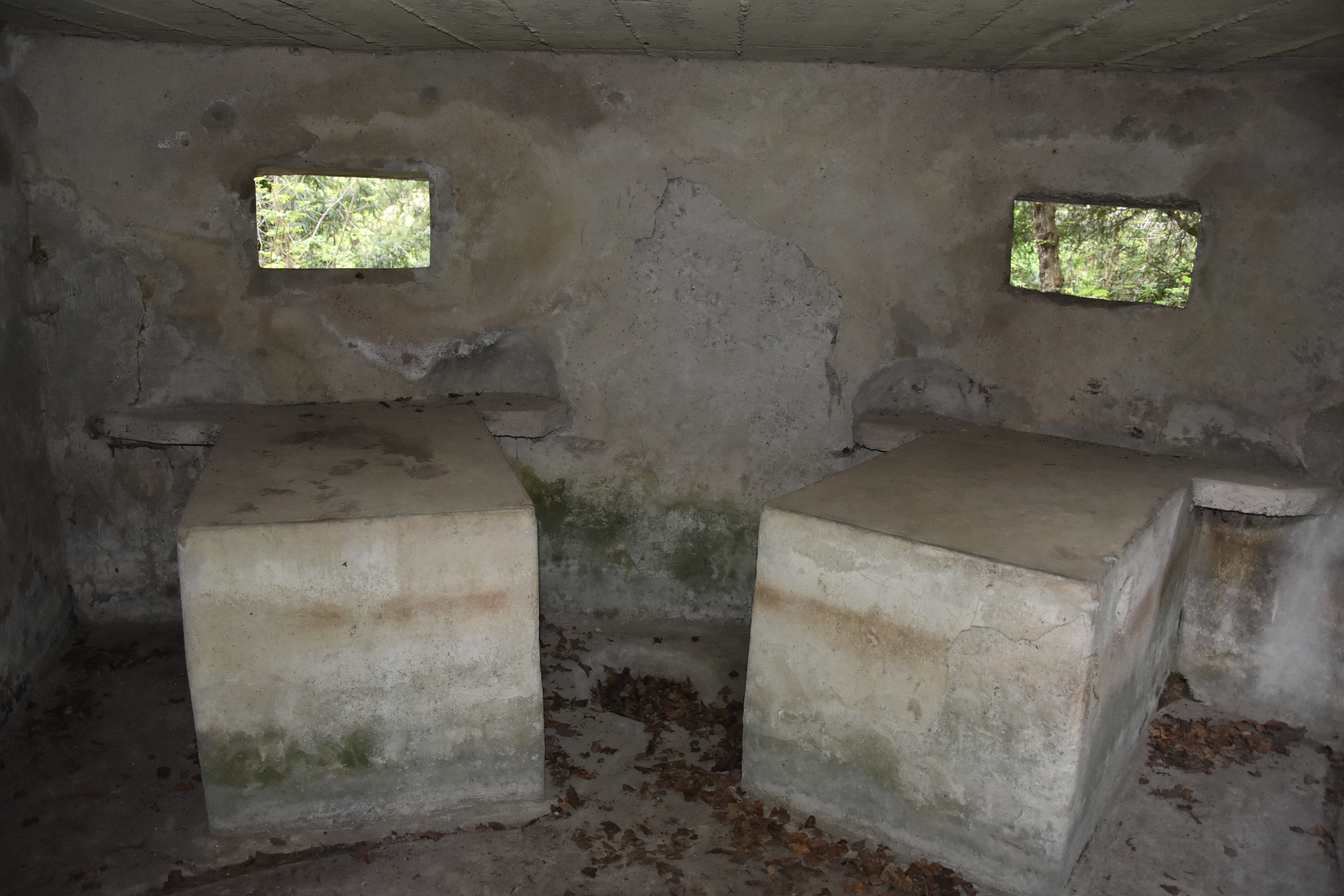
Maschinengewehr-Stellung Cassano Valcuvia
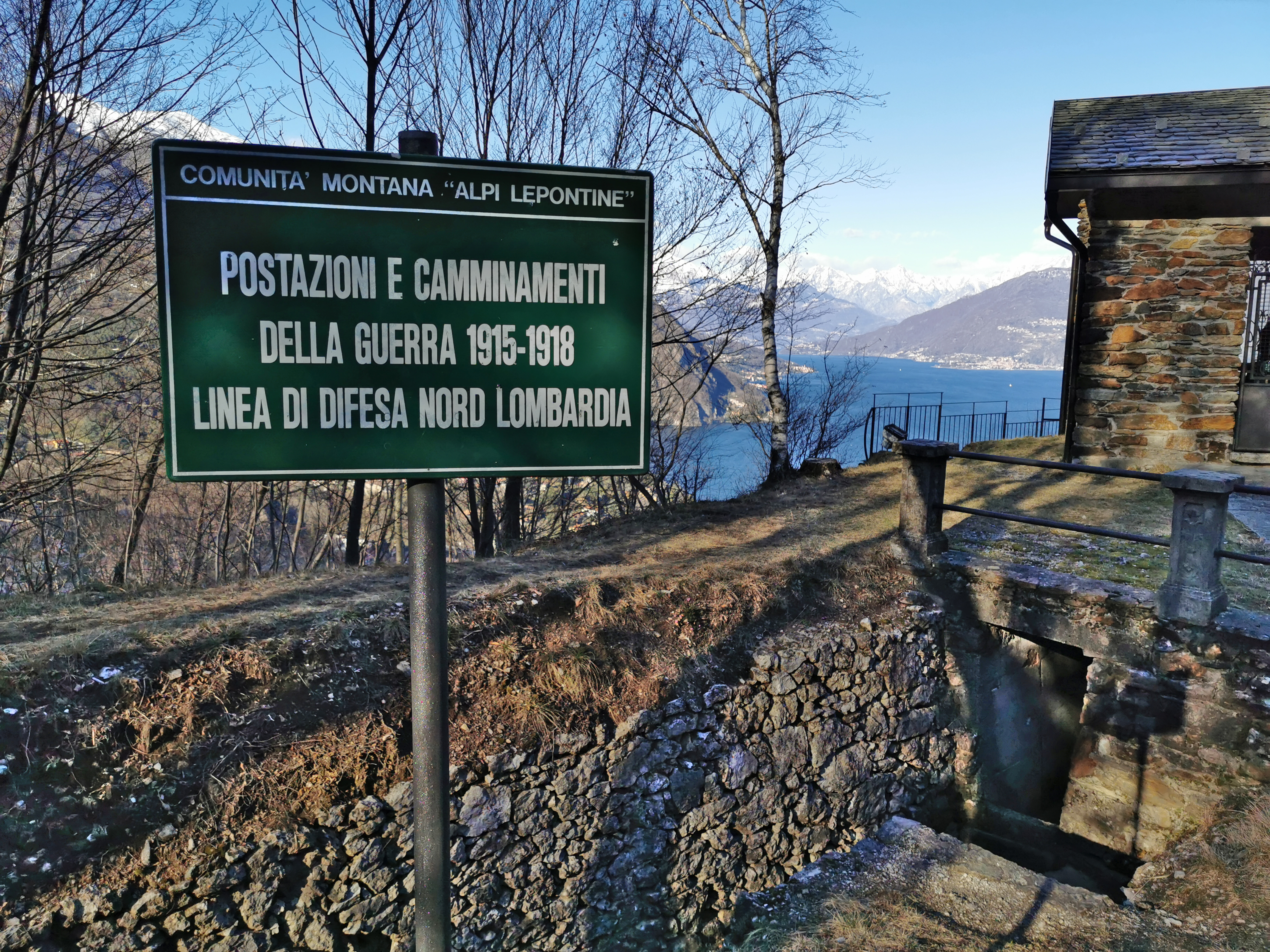
Beobachtungsposten bei Menaggio am Comer See
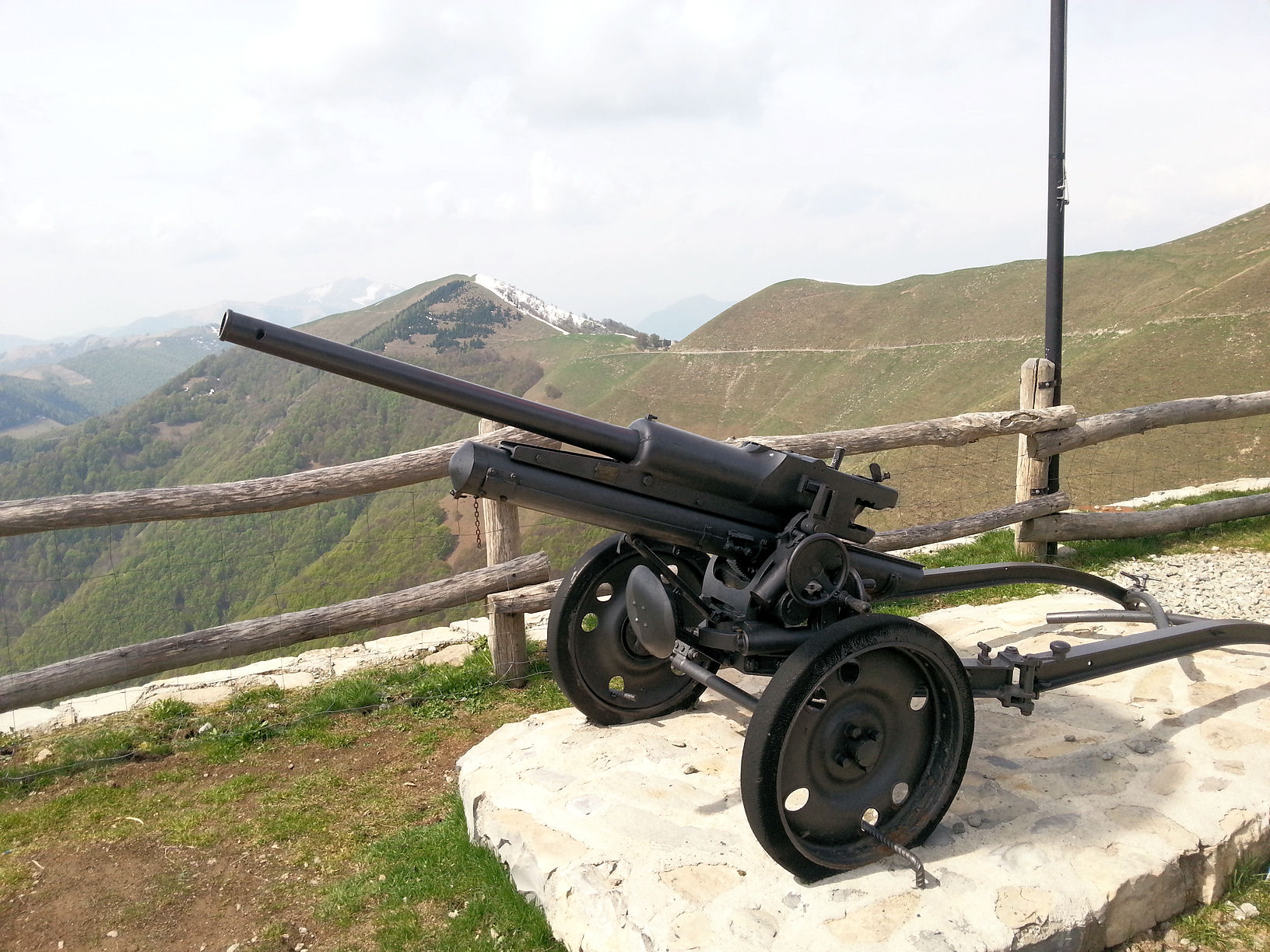
Kanone zur Erinnerung auf dem Monte Galbiga Lenno